# 何敬之
何敬之（1904年—1973年），四川万县（今重庆万州区）人，中国人民解放军将领、中国人民解放军开国少将。
曾任中国人民解放军广州军区后勤部副部长兼运输部部长。1955年，授予中国人民解放军少将。